# David Matthews
David Matthews (født 9. marts 1943 i London, England) er en engelsk komponist og forfatter.
Matthews studerede komposition privat hos Anthony Milner og Nicholas Maw. Han har skrevet 10 symfonier, orkesterværker, kammermusik, koncertmusik, korværker, sange, klaverstykker etc. Matthews har også forfattet undervisningsbøger og mange artikler om musik, og var assistent for Benjamin Britten i Alderburgh. Han lever i dag som freelance komponist.

## Udvalgte værker
- Symfoni nr. 1 (1975-1978) - for orkester
- Symfoni nr. 2 (1976-1979) - for orkester
- Symfoni nr. 3 (1985) - for orkester
- Symfoni nr. 4 (1989-1990) - for orkester
- Symfoni nr. 5 (1998-1999) - for orkester
- Symfoni nr. 6 (2003-2007) - for orkester
- Symfoni nr. 7 (2008-2009) - for orkester
- Symfoni nr. 8 (2014) - for orkester
- Symfoni nr. 9 (2016) - for orkester
- Symfoni "Sinfonia" (1995-1996) - for orkester
- "Variationer" (1986) - for strygeorkester
- 2 Violinkoncerter (1982, 1998) - for violin og orkester
- Obokoncert (1992) - for obo og orkester
- Vespers (1995) - for kor
- 14 Strygekvartetter (1969-2016)